# 9100 IGP
ATi RADEON 9100 IGP（研发代号为RS300）是ATI的一款整合式晶片組，目標市場為桌上平台。流動平台方面，有Mobility版本，額外支持Powerplay技術。它支援Intel的Pentium 4處理器，支援800 MHz前端总线，亦支援超线程技術。內建的显示核心是Radeon 9200等級，支援DirectX 8.1。在效能方面，比上一代的IGP 3xx系列大有進步。
自從NVIDIA進攻AMD晶片組市場後，ATI亦跟從步伐，加緊研發晶片組。上一代的IGP 3xx系列晶片組，始終是處女之作，穩定性和兼容性稍有不足。對此，ATI推出Radeon 9100 IGP，改進穩定性外，亦支援較新的顯示標準。此晶片組首次於台北的COMPUTEX 2003上出現，並於2003年年尾上市。延誤上市的原因是USB問題。為了不與NVIDIA直接競爭，ATI選擇了Intel平台作進攻。而選擇整合式晶片組市場，原因是SiS和VIA並不能提供優良的顯示性能。
北橋方面，集成顯示核心只有兩條像素流水線，並不是獨立版本的四條，但核心頻率比Radeon 9200快了50 MHz。除此以外，顯核亦去除硬體T&L的支持。顯示輸出方面，配合獨立和整合式顯核，可以令系統支援多顯示輸出。系統記憶體方面，支援雙通道DDR 400記憶體，就算是不同容量的記憶體都可以達成雙通道模式。但9100 IGP對記憶體的兼容度較差，不同品牌可能會有不兼容的出現。與對手Intel的i865G比較，縱使系統性能稍有不足，但是顯示性能就大幅超越。對手i865G只支援DirectX 7，而9100 IGP就可以支援DirectX 8.1。顯示記憶體方面，可以利用系統記憶體作分享，最多是128 MB。外加接口方面，北橋提供一個AGP 8X。
南橋方面，ATI為此晶片組推出了IXP250。南北橋之間仍然採用A-Link协议連接，但頻率已提升至66MHz，頻寬大約是266MB/s。但同期的SiS和VIA晶片組，頻寬已經可以達到1GB/s。新的南橋亦集成了杜比数字编码DSP，支援光纤音频输出和AC-Link音源，預計是為了對抗NVIDIA nForce 2的SoundStorm技術。值得注意的是，新南橋並不支援SATA接口。
一年後，ATI再推出9100 PRO IGP晶片組（研发代号为RS350，或稱9200 IGP），改善了穩定性和記憶體兼容性外，亦可以配合新的IXP 300南橋，支援2個SATA接口，總共8個USB接口。集成顯示核心方面，為了彌補不支援DirectX 9的不足，新的顯核优化了一些Direct X 9.0b的代码，但晶片組基本上都只是兼容DirectX 8.1。
RX330就是沒有整合顯示核心的9100 IGP，只有技嘉推出過相關產品。它的功能與Intel的i865 PE相似，同樣支援雙通道記憶體。

## 規格
晶片組規格：
- 采用TSMC的0.15微米工艺制造
- 支援FSB 800MHz的Pentium 4處理器，並支援Hyper Threading技術
- 支援雙通道DDR400記憶體，最高記憶體容量為4GB，最高頻寬為6.4GB/s
- 支援AGP 8X

整合型Radeon 9200顯視核心規格：
- 支援DirectX 8.1
- 只有2条流水线，使效能只及真正的Radeon 9200的一半
- 只支援軟體Transform & Lighting（T&L）

南橋方面，ATi推出了IXP250，IXP200與IXP150兩款南橋來與RADEON 9100 IGP配搭，南橋採用A-Link技術與北橋連接，頻寬為每秒266MB。IXP200支援兩組Ultra ATA／100、6个USB 2.0傳輸介面，內建3COM 10/100乙太網路功能與5.1聲道音效處理。
三款南橋不同的地方：
- IXP150没有整合乙太網路功能
- IXP200整合普通级的3COM 10/100M乙太網路功能
- IXP250整合了高级的3COM 10/100M乙太網路功能，如网络唤醒、桌面管理界面等等。